# Soldier (альбом)
Soldier (рус. Солдат) — студийный альбом прото-панк музыканта Игги Попа, выпущенный в 1980 году. Дэвид Боуи и группа Simple Minds исполнили бэк-вокал на композиции «Play it Safe».

## Об альбоме
Это первый диск на котором Игги сотрудничал с экс-басистом группы Sex Pistols Гленом Мэтлоком. Видеоклипы были сделаны на песни «Loco Mosquito», «Knocking 'Em Down (in the City)» и «Dog Food». Альбом достиг 125 позиции в хит-параде Billboard. Предполагалось, что альбом будут продюсировать экс-участник The Stooges Джеймс Уильямсон и Дэвид Боуи будут продюсировать альбом, но конфликт между ними привел к тому, что они оба покинули проект.
Были некоторые споры по поводу нехватки соло-гитары на заключительном версии записи, которая была раскритикована Гленом Мэтлоком. В биографии Игги Попа, Мэтлок утверждает, что гитара была убрана после того как Дэвид Боуи был побит Стивом Нью (англ. Steve New), из-за того, что тот приставал к его девушке.

## Список композиций
Все песни написаны Игги Попом, за исключением отмеченных.
1. «Loco Mosquito» — 3:13
2. «Ambition» (Глен Мэтлок) — 3:25
3. «Take Care of Me» (Игги Поп, Глен Мэтлок) — 3:25
4. «Get Up & Get Out» — 2:43
5. «Play it Safe» (Дэвид Боуи, Игги Поп) — 3:05
6. «I’m a Conservative» — 3:55
7. «Dog Food» — 1:47
8. «I Need More» (Игги Поп, Глен Мэтлок) — 4:02
9. «Knocking 'Em Down (in the City)» — 3:20
10. «Mr Dynamite» (Игги Поп, Глен Мэтлок) — 4:17
11. «I Snub You» (Игги Поп, Бэрри Эндрюс) — 3:07

### Бонус-треки переизданного CD
1. «Low Life» (Игги Поп, Иван Крал) — 2:39
2. «Drop a Hook» — 4:25

## Участники записи
- Игги Поп: вокал
- Глен Мэтлок: бас, бэк-вокал
- Иван Крал: гитара, клавишные
- Клаус Крюгер: ударные
- Стив Нью: гитара
- Бэрри Эндрюс: клавишные
- Simple Minds: бэк-вокал в композиции «Play It Safe»
- Дэвид Боуи: бэк-вокал в композиции «Play It Safe»
- Henry McGroggan: бэк-вокал в композиции «Loco Mosquito»
- Pat Moran: продюсер
- Том Пэнунзио: микширование
- Brian Griffin/Rocking Russian: sleeve

Записан на Rockfield Studios, Уэльс. Engineered by Peter Haden. Mixed by Thom Panunzio at the Record Plant, New York City. Mastered by Joe Brescio, at Record Plant Studios, New York City.